# Michael Dwyer
Michael Dwyer, né en 1772 en Irlande et mort en 1825 en Australie, est un des chefs de la Société des Irlandais unis au cours de la rébellion irlandaise de 1798. Ayant grandi dans le Glen of Imaal, il se réfugie dans les montagnes de Wicklow jusqu'en 1803 afin d'y mener la résistance contre les forces loyalistes anglaises. Après s'être rendu, il est emprisonné puis exilé en Nouvelle-Galles du Sud en 1805.